# Motor City Connection
 (mai 2017).
Albums de Brownsville Station
School Punks
(1974) Brownsville Station
(1977)
Motor City Connection est le cinquième album studio du groupe de rock originaire du Michigan, Brownsville Station. Il est paru en 1975 sur le label Big Tree Recordings aux États-Unis et sur Philips en Europe.

## Liste des titres
Face 1
1. Automatic Heartbreak (Cub Koda, Michael Lutz) - 3:00
2. One That Got Away (Koda, Henry Weck) - 5:30
3. Self Abuse (Koda) - 2:53
4. Crazy Leg (Walter Jacobs - 3:19
5. Give It To Get It (Koda, Lutz) - 3:27
6. Combination Boogie (J.B. Hutto) - 2:25

Face 2
1. Load of Love (Koda, Lutz) - 4:51
2. You Know Better (Koda, Lutz) - 3:26
3. They Call Me Rock'N'Roll (Koda, Lutz) - 9:23
  1. They Call Me Rock'N'Roll Part I
  2.  They Call Me Rock'N'Roll Part II

## Musiciens
Brownsville Station
- Cub Koda: chant, guitares, harmonica, lap steel
- Michael Lutz: basse, guitare, chant, claviers
- Henry Weck: batterie, percussions

Musiciens additionnels
- Albhy Galuten: synthétiseur sur Self Abuse
- Bruce Nazarian: solo de guitare sur You Know Better